# Опришко Микола Олександрович
Микола Олександрович Опришко (21 березня 1922 — 23 грудня 2007) — військовослужбовець, учасник  Другої світової війни, Герой Радянського Союзу.
Командир ланки 155-го гвардійського штурмового авіаційного полку 9-ї гвардійської штурмової авіаційної дивізії  1-го гвардійського штурмового авіаційного корпусу  2-ї Повітряної армії, гвардії старший лейтенант.

## Біографія
Народився 21 березня 1922 року в місті Ростов-на-Дону в українській родині. акінчив школу в Ростові-на-Дону, закінчив ростовський аероклуб.
В  Червоній Армії з серпня 1939 року. У 1942 році закінчив Чкаловський школу пілотів.
На фронтах з січня 1943 року. Воював на Калінінському, Північно-Західному, Воронезькому, Степовому, 2-му і 1-му Українських фронтах у складі 155-го гвардійського штурмового авіаційного полку 9-ї гвардійської штурмової авіаційної дивізії  1-го гвардійського штурмового авіаційного корпусу.
До травня 1945 року здійснив 204 бойових вильоти на штурмовку військ противника і завдав йому великих втрат. Збив в повітряних боях 3 і знищив на землі 2 ворожих літака.
27 червня 1945 присвоєно звання Героя Радянського Союзу з врученням ордена Леніна і медалі «Золота Зірка».
Після закінчення війни проходив службу у складі 162-го гвардійського бомбардувального полку в Центральній Групі військ.
Закінчив навчання в середній школі.
У 1955 році закінчив  Військово-Повітряну Гагаріна.
Проходив службу в стройових частинах ВПС, остання посада — командир військово-транспортної дивізії (м Мелітополь, Україна)
Помер 23 грудня 2007. Похований у Мелітополі, прийнявши громадянство України.

## Пам'ять

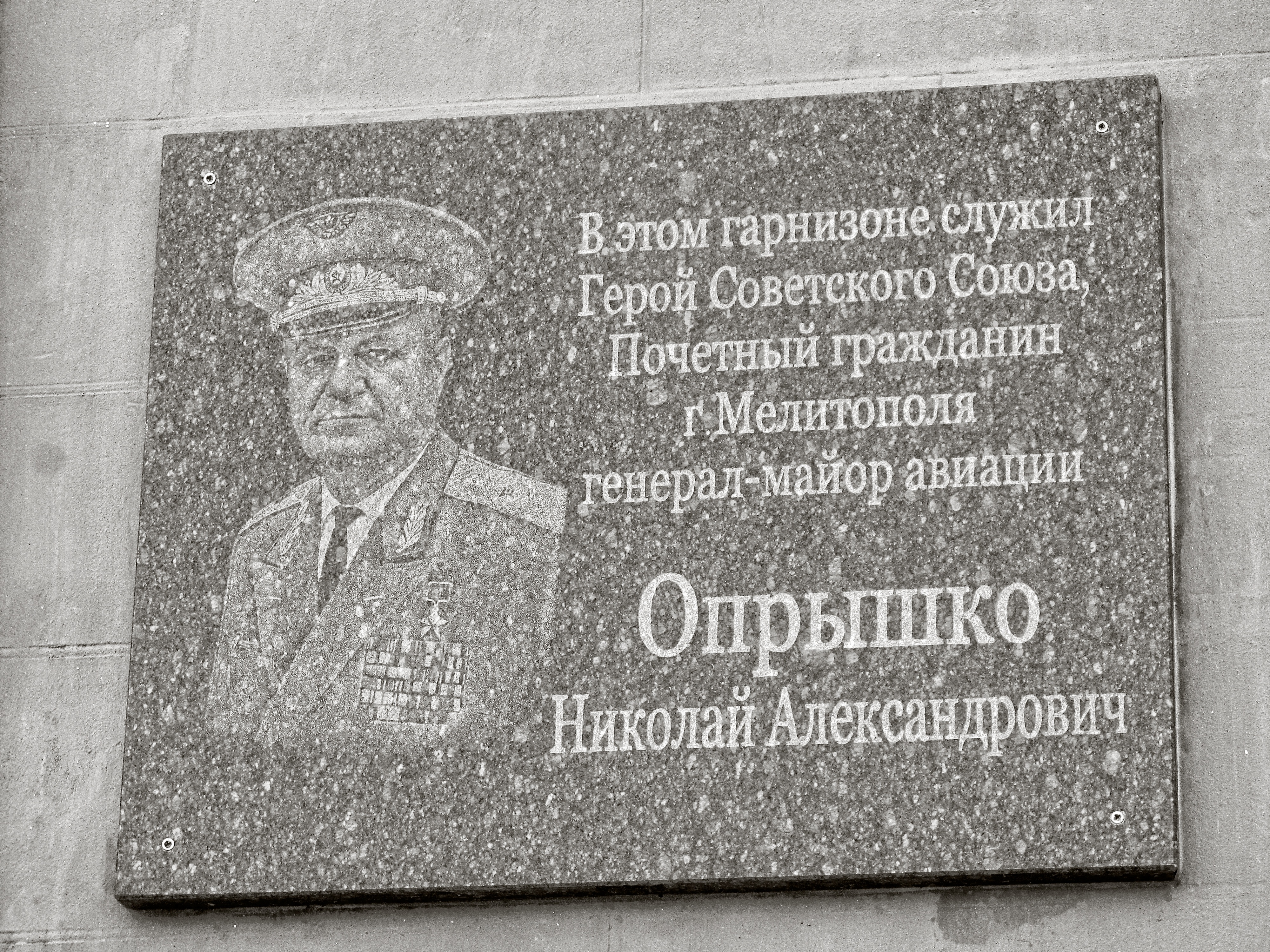
Меморіальна дошка на будинку офіцерів у мелітопольському Авіамістечку

- На Будинку офіцерів дивізії встановлена пам'ятна меморіальна дошка.
- Почесний громадянин Мелітополя

## Нагороди
- Орден Леніна
- Орден Червоного Прапора
- Орден Червоного Прапора
- Орден Червоного Прапора
- Орден Олександра Невського
- Орден Вітчизняної війни 1 ступеня
- Орден Вітчизняної війни 1 ступеня
- Орден Червоної Зірки
- Орден За службу Батьківщині у ЗС СРСР 3-го ступеня
- Орден Слави 3-го ступеня
- Медаль за відвагу
- Медаль «За бойові заслуги»
- Медаль «За взяття Берліна»
- Медаль «За визволення Праги»
- Медаль «За перемогу над Німеччиною»
- Інші медалі